# Moreno Torricelli
Moreno Torricelli (Erba, 23 januari 1970) is een Italiaans voormalig betaald voetballer, die doorgaans uitkwam als rechtsback. Tussen 1990 en 2005 speelde hij voor Caratese, Juventus, Fiorentina, Espanyol en Arezzo. Torricelli debuteerde in 1996 in het Italiaans voetbalelftal, waarvoor hij tot negen interlands kwam.

## Clubcarrière
Torricelli speelde vanaf 1990 voor Caratese. Voor die club speelde hij twee jaar lang in de Serie D. In juli 1992 speelde Caratese een vriendschappelijke wedstrijd tegen Juventus. Tijdens deze wedstrijd raakte Juventus-coach Giovanni Trapattoni overtuigd van Torricelli en de verdediger werd direct gekocht. Op 13 september 1992 debuteerde hij in de Serie A, toen met 4–1 gewonnen werd van Atalanta Bergamo. In zijn eerste seizoen was hij direct een vaste waarde, met dertig optredens. Vier jaar lang was Torricelli een vaste kracht en daarna kwam hij twee jaar tot minder optredens. In 1998 verliet de verdediger Turijn om voor Fiorentina te gaan voetballen. Daar speelde hij ook vier seizoenen. Hierna was hij nog twee jaar actief bij Espanyol en één seizoen bij Arezzo.

### Clubstatistieken
| Seizoen | Club       | Competitie       | Competitie | Competitie | Beker | Beker | Internationaal | Internationaal | Totaal | Totaal |
| Seizoen | Club       | Competitie       | Wed.       | Dlp.       | Wed.  | Dlp.  | Wed.           | Dlp.           | Wed.   | Dlp.   |
| ------- | ---------- | ---------------- | ---------- | ---------- | ----- | ----- | -------------- | -------------- | ------ | ------ |
| 1990/91 | Caratese   | Serie D          | 27         | 2          | —     | —     | —              | —              | 27     | 2      |
| 1991/92 | Caratese   | Serie D          | 30         | 1          | —     | —     | —              | —              | 30     | 1      |
| 1992/93 | Juventus   | Serie A          | 30         | 0          | 8     | 0     | 10             | 1              | 48     | 1      |
| 1993/94 | Juventus   | Serie A          | 32         | 0          | 1     | 0     | 8              | 0              | 41     | 0      |
| 1994/95 | Juventus   | Serie A          | 26         | 0          | 6     | 0     | 9              | 0              | 41     | 0      |
| 1995/96 | Juventus   | Serie A          | 28         | 1          | 3     | 0     | 8              | 1              | 39     | 2      |
| 1996/97 | Juventus   | Serie A          | 17         | 0          | 3     | 0     | 8              | 0              | 28     | 0      |
| 1997/98 | Juventus   | Serie A          | 20         | 0          | 6     | 0     | 7              | 0              | 33     | 0      |
| 1998/99 | Fiorentina | Serie A          | 31         | 2          | 9     | 1     | 2              | 0              | 42     | 3      |
| 1999/00 | Fiorentina | Serie A          | 15         | 0          | 2     | 0     | 6              | 0              | 23     | 0      |
| 2000/01 | Fiorentina | Serie A          | 24         | 0          | 5     | 0     | 0              | 0              | 29     | 0      |
| 2001/02 | Fiorentina | Serie A          | 29         | 0          | 0     | 0     | 3              | 0              | 32     | 0      |
| 2002/03 | Espanyol   | Primera División | 18         | 0          | 0     | 0     | —              | —              | 18     | 0      |
| 2003/04 | Espanyol   | Primera División | 15         | 0          | 1     | 0     | —              | —              | 16     | 0      |
| 2004/05 | US Arezzo  | Serie B          | 26         | 1          | 0     | 0     | —              | —              | 26     | 1      |
| Totaal  | Totaal     | Totaal           | 368        | 7          | 43    | 1     | 62             | 2              | 473    | 10     |

## Interlandcarrière
Torricelli debuteerde in 1996 in het Italiaans voetbalelftal. Op 24 januari van dat jaar won Italië met 3–0 van Wales. De doelpunten werden gemaakt door Alessandro Del Piero, Fabrizio Ravanelli en Pierluigi Casiraghi. Torricelli mocht van bondscoach Arrigo Sacchi in de rust invallen voor Ciro Ferrara, zijn teamgenoot bij Juventus. Op 1 juni 1996 kreeg de vleugelverdediger zijn eerste basisplaats, toen met 0–2 gewonnen werd van Hongarije. In de zomer van 1996 werd hij opgenomen in de Italiaanse selectie voor het EK 1996. Op dit toernooi speelde hij mee in de wedstrijd tegen Duitsland (0–0) op 19 juni. Uiteindelijk kwam Torricelli tot negen interlands in het Italiaanse nationale team.

### Gespeelde interlands
| Interlands van Moreno Torricelli voor Italië | Interlands van Moreno Torricelli voor Italië | Interlands van Moreno Torricelli voor Italië | Interlands van Moreno Torricelli voor Italië | Interlands van Moreno Torricelli voor Italië | Interlands van Moreno Torricelli voor Italië |
| №                                            | Datum                                        | Wedstrijd                                    | Uitslag                                      | Competitie                                   | Goals                                        |
| Als speler van Juventus                      | Als speler van Juventus                      | Als speler van Juventus                      | Als speler van Juventus                      | Als speler van Juventus                      | Als speler van Juventus                      |
| -------------------------------------------- | -------------------------------------------- | -------------------------------------------- | -------------------------------------------- | -------------------------------------------- | -------------------------------------------- |
| 1                                            | 24 januari 1996                              | Italië – Wales                               | 3 – 0                                        | Vriendschappelijk                            |                                              |
| 2                                            | 29 mei 1996                                  | Italië – België                              | 2 – 2                                        | Vriendschappelijk                            |                                              |
| 3                                            | 1 juni 1996                                  | Hongarije – Italië                           | 0 – 2                                        | Vriendschappelijk                            |                                              |
| 4                                            | 19 juni 1996                                 | Duitsland – Italië                           | 0 – 0                                        | EK 1996                                      |                                              |
| 5                                            | 6 november 1996                              | Bosnië en Herzegovina – Italië               | 2 – 1                                        | Vriendschappelijk                            |                                              |
| 6                                            | 28 januari 1998                              | Italië – Slowakije                           | 3 – 0                                        | Vriendschappelijk                            |                                              |
| Als speler van Fiorentina                    |                                              |                                              |                                              |                                              |                                              |
| 7                                            | 10 oktober 1998                              | Italië – Zwitserland                         | 2 – 0                                        | EK 2000 kwalificatie                         |                                              |
| 8                                            | 18 november 1998                             | Italië – Spanje                              | 2 – 2                                        | Vriendschappelijk                            |                                              |
| 9                                            | 10 februari 1999                             | Italië – Noorwegen                           | 0 – 0                                        | Vriendschappelijk                            |                                              |

## Erelijst
| Competitie            |          |                           |          |          |
| Competitie            | Aantal   | Jaren                     |          |          |
| Juventus              | Juventus | Juventus                  | Juventus | Juventus |
| --------------------- | -------- | ------------------------- | -------- | -------- |
| Serie A               | 3x       | 1994/95, 1996/97, 1997/98 |          |          |
| Coppa Italia          | 1x       | 1994/95                   |          |          |
| Supercoppa            | 2x       | 1995, 1997                |          |          |
| UEFA Champions League | 1x       | 1995/96                   |          |          |
| UEFA Cup              | 1x       | 1992/93                   |          |          |
| UEFA Super Cup        | 1x       | 1996                      |          |          |
| Wereldbeker           | 1x       | 1996                      |          |          |
| Fiorentina            |          |                           |          |          |
| Coppa Italia          | 1x       | 2000/01                   |          |          |